# Jean-Luc Pouliquen
 (mars 2025).
 (mars 2025).
Jean-Luc Pouliquen est un poète et un écrivain français né à Toulon dans le Var le 8 décembre 1954.

### Poésie
- Mémoire sans tain - Poésies 1982-2002, préface de François Dagognet[2], L'Harmattan, collection Poètes des cinq continents, Paris, 2009,  (ISBN 978-2-296-10783-0).
- Célébrations, CIPP, 2015,  (ISBN 978-1518793127).

### Vers et proses géographiques
- Le champ, Chroniques de Haute Provence, Digne, 1998.
- Un chemin, Autre Sud, Marseille, 1999.
- Ce rivage où tu accostas, OC, Mouans-Sartoux, 2003.
- Un village dans la ville, Chroniques de Haute Provence, Digne, 2003.
- Les Chants de Vassouras, Revue des Archers, Marseille, 2009.

repris dans :
- La terre du premier regard, L'Harmattan, collection Poètes des cinq continents, Paris, 2011,  (ISBN 978-2-296-54152-8).

### Chroniques, correspondances, récits
- À la Goutte d'Or, Paris 18e[3], Éditions AIDDA, Paris, 1997,  (ISBN 2-907226-12-6).

- Les Objets nous racontent, Éditions des Vanneaux, 2008,  (ISBN 978-2-916071-33-6).
- En souvenir de l'arbre à palabres (avec Yvonne Ouattara[4]), L’Harmattan, collection Écrire l’Afrique, Paris, 2009,  (ISBN 978-2-296-08547-3).
- Un griot en Provence[5], L'Harmattan, Paris, 2012,  (ISBN 978-2-296-96793-9).
- Sofia en été, L'Harmattan, collection Témoignages poétiques, Paris, 2012,  (ISBN 978-2-336-00639-0).
- La fille de la lune, préface de Sevgi Türker-Terlemez, CIPP, 2014,  (ISBN 978-1503265134).
- À Rio de Janeiro avec Gaston Bachelard, CIPP, 2015,  (ISBN 978-1511638906).
- Dali, son mécène et le président, CIPP, 2016, (ISBN 978-1540869593).
- La plage des comédiens – En souvenir de Simone Berriau[6], CIPP, 2017,  (ISBN 978-1546471028).
- Dans le miroir des livres[7], IP, 2019, (ISBN 978-1706967156).
- Vu du parc[8],[9], IP, 2021,  (ISBN 979-8712595501).
- Boulevard Frédéric Mistral, IP, 2023,  (ISBN 979-8399350875).

### Dialogues
- Le droit des hommes à vivre (avec Jean Bercy[10]), La Pébéo, 1983.
- Fortune du poète (avec Jean Bouhier, fondateur de l'École de Rochefort), Le Dé bleu, Chaillé-sous-les-Ormeaux, 1988,  (ISBN 2-900768-64-0).
- Sur la page chaque jour (avec Daniel Biga), Images de Ernest Pignon-Ernest, Z’éditions, Nice, 1990,  (ISBN 2-87720-064-7).
- Entre Gascogne et Provence (avec Serge Bec et Bernard Manciet), Édisud, Aix-en-Provence, 1994,  (ISBN 2-85744-700-0).

- La diagonale des poètes (avec Marc Delouze et Danièle Fournier), préface de Henri Meschonnic, La Passe du Vent, Lyon, 2002,  (ISBN 2-84562-049-7).
- Bachelard : un regard brésilien (avec Marly Bulcão), préface de François Dagognet, L’Harmattan, collection Ouverture philosophique, Paris, 2007,  (ISBN 978-2-296-02310-9).
- Soigner et penser au Brésil (avec Ivan Frias), L’Harmattan, collection Questions contemporaines, Paris, 2009,  (ISBN 978-2-296-08559-6).
- Le poète et le diplomate[11] (avec Wernfried Koeffler), Prologue d'Adolfo Pérez Esquivel, L'Harmattan, Paris, 2011,  (ISBN 978-2-296-54922-7).
- Paroles de poètes/Poètes sur parole[12] (avec Philippe Tancelin), L'Harmattan, collection Témoignages poétiques, Paris, 2013,  (ISBN 978-2-343-00233-0).
- Conversation transatlantique autour de l'art et de la poésie (avec Beth Gersh-Nešić[13]), CIPP, 2018,  (ISBN 978-1985119796).
- Autour de la poésie : 30 questions d'un philosophe à un poète, (avec Ivan Frias, préface de Mirian de Carvalho), IP, 2022,  (ISBN 979-8832390246).

### Ateliers d'écriture
- Un voyage en écriture - Jeu de l'imaginaire (avec Cathy Bion), Éditions Plur'Art, Paris, 1996.
- Un poète dans les écoles de la Goutte d'Or, Les Cahiers Robinson, no 11, Arras, 2002.
- Les enfants et les images poétiques : une méthode d’écriture d’inspiration bachelardienne, Figures – Cahiers sur l’image, le symbole et le mythe, no 30, Dijon, 2006.
- Les enfants sont des poètes,CIPP, 2015,  (ISBN 978-1505900576)[14].

### Études critiques
- Gaston Bachelard ou le rêve des origines[15], préface de Marly Bulcão, L’Harmattan, collection Ouverture philosophique, Paris, 2007,  (ISBN 978-2-296-03478-5).

- Un petit traité d'émerveillement, préface aux Lettres à Louis Guillaume de Gaston Bachelard, La Part Commune, 2009,  (ISBN 978-2-84418-151-0).
- Ce lien secret qui les rassemble, Éditions du Petit Véhicule, collection Sur les chemins de Rochefort-sur-Loire, Nantes, 2010,  (ISBN 978-2-84273-782-5), réédité en 2014 chez le même éditeur dans la collection Les Cahiers des Poètes de l’École de Rochefort-sur-Loire,  (ISBN 978-2-37145-037-0).
- Robert Louis Stevenson à Hyères[16], CIPP, 2015,  (ISBN 978-1508951223).
- Georges Pompidou, un Président passionné de poésie[17], préface du Professeur Alain Pompidou,L'Harmattan, collection Questions contemporaines, Paris, 2016,  (ISBN 978-2-343-09940-8).
- Faire vivre la poésie[18],[19],[20], IP, 2019,  (ISBN 978-1792639111).
- Itinéraire poétique en étoile[21], IP, 2020,  (ISBN 979-8604310298).
- Les 3 B (Gaston Bachelard, Nicolas Berdiaev & Martin Buber) à Pontigny, IP, 2022, (ISBN 979-8415050024).
- Les livres de Gaston Bachelard sous le regard de ses premiers lecteurs, Bulletin de l'Association Internationale Gaston Bachelard, n° 24, 2022, (ISSN 1299-3638), pp 11-131.

### Traduction
(du portugais au français)
- Fagulhas do Tempo/Étincelles du temps, de Pablo Barros, Éditions des Vanneaux, 2010,  (ISBN 978-2-916071-58-9).
- Zona de Caça/Zone de chasse, de Jaime Rocha, Éditions Al Manar, 2013,  (ISBN 978-2-36426-024-5).

### Publications à l'étranger
- Çocuklar Şairdir - Poésie de l’enfance, (entretien avec Azadée Nichapour) et Yanaştiğin bu kiti - Ce rivage où tu accostas, Adam Sanat, no 230, Istanbul, Turquie, 2005.

- Préface aux Causeries (1952–54) de Gaston Bachelard, édition bilingue Français-Italien, il melangolo, Genova (Italie), 2005,  (ISBN 88-7018-562-1).
- As criancas são poetas, método para despertar a poesia, préface de Marly Bulcão, traduction et postface de Bruno Torres Paraiso, Editora Booklink, Rio de Janeiro, Brésil, 2007,  (ISBN 978-85-7729-019-2).
- Bachelard, Berdiaeff et l'imagination, Sapienza - Rivista di Filosofia e di Teologia (Naples), Vol.61, 2008.
- Os cantos do vale do café, Nova Águia no 4, Lisboa, (Portugal), 2009.
- As Pierres Vives de Bertrand d'Astorg, Revista Triplov de Artes, Religiões e Ciências, no 3, (Portugal/Brésil) .
- Louis Guillaume, Gaston Bachelard, une amitié féconde, sur le site russe Экзистенциальная и гуманистическая психология .
- Marcel Pagnol : écrivain et cinéaste de la Provence, sur le site de l'Institut d'Études Méditerranéennes de Busan (Corée du sud) .
- Ayin kizi (nouvelle), traduction en turc de La fille de la lune par Mustafa Balel, Dünyanın Öyküsü no 14,  (ISSN 2148-3019), Ankara (Turquie), 2015.
- Robert Louis Stevenson at Hyères, traduction de Brigitte Tilleray, CIPP, États-Unis, 2016,  (ISBN 978-1530061211).
- Entrevista Poetica, Contemporaneidades e Resgate da Poesia em lingua d'oc, (entretien de l'auteur avec Gaspar Paz suivi d'un choix de poèmes traduits en portugais), Revista Farol, no 15,  (ISSN 1517-7858), Espirito Santo (Brésil), 2016 .
- Transatlantic conversation about art and poetry[22],(avec Beth Gersh-Nešić), version en anglais de Conversation transatlantique autour de l'art et de la poésie, New York Arts Exchange, États-Unis, 2018,  (ISBN 978-1985227699).
- Sobre a poesia: 30 questões de um filósofo a um poeta, (avec Ivan Frias, postface de Mirian de Carvalho), version en langue portugaise du livre Autour de la poésie : 30 questions d'un philosophe à un poète, IP,  2023,  (ISBN 979-8372698710).
- Aydan before moonlight, traduction en américain par Beth Gersh-Nešić de La fille de la lune, Za Mir Press, États-Unis, 2024,  (ISBN 978-1950191048).

## Image & Son
- Água das Origens[23] et Passo a passo, mise en images dans deux vidéodanses, de Eau des origines et de Pas à pas, par le réalisateur et chorégraphe brésilien André Meyer[24].
- Lecture par Anne Claire Bertin de "Bagage"[25].
- Lecture par l'auteur de ses poèmes pour la Fonoteca de poesia[26].

## Poèmes en ligne
- Dans l'anthologie subjective de Guy Allix[27].
- Sur le site Arbrealettres[28].

## Livres faisant référence à l'auteur
- En français :
  - Histoire de la poésie française – Poésie du XXe siècle – tome 3 par Robert Sabatier (Albin Michel, 1988),
  - Une écriture en archipel par Philippe Gardy (fédérop, 1992),
  - Le Sol et le ciel, chroniques sur la langue picarde 1968-1979 par Pierre Garnier (Éklitra, 1995),
  - Jean Bouhier ou "Croire à la vie" par Christine Chemali (Presses de l'Université d'Angers, 1999),
  - Max Rouquette et le renouveau de la poésie occitane ouvrage collectif sous la direction de Philippe Gardy et Marie-Jeanne Verny (Presses universitaires de la Méditerranée, 2014),
  - Pour l'amour de l'art – Une autre histoire des Pompidou par Alain Pompidou et César Armand (Plon, 2017),
  - Poésie Art de Vie par Michèle Serre (Le Bien-Vivre éditeur, 2020),
  - Pour Mémoire par André Lombard (La Carde éditeur, 2023),
  - Dictionnaire Pompidou (Robert Laffont/Institut Georges Pompidou, 2024),
- En anglais :
  - The hand of the engraver – Albert Flocon meets Gaston Bachelard par Hans-Jörg Rheinberger (State University of New York Press, 2018) ;
- En portugais :
  - Poética das árvores urbanas par Ivete Farah (Mauad Editora, 2008).
  - Conhecimento e Devaneio par Marcelo de Carvalho (Mauad Editora, 2013),
  - O gozo do conhecimento e da imaginação par Marly Bulcão (Mauad Editora, 2014).
  - Impressões nômades par Gaspar Paz (Editora Cousa, 2025).

## Sur l'auteur
- Angeles Ciprès Palacin, Acercamiento a la obra poética de Jean-Luc Pouliquen[29], Revista de Filología Francesa, (Volumen II, p. 209-227), Madrid : Servicio de Publicaciones de la Universidad Complutense, 1997,  (ISSN 1132-1881).
- Jean-Luc Pouliquen ou le Voyageur de mémoire, no 2 de la Revue Chiendents[30], Nantes, Éditions du Petit Véhicule, octobre 2011,  (ISBN 978-2-84273-825-9).
- Jacques Basse, Portraits de Jean-Luc Pouliquen, collection Pour Une Terre Interdite, Éditions Rafaël de Surtis, Cordes sur ciel, 2012,  (ISBN 978-2-84-672-292-6).
- Gaspar Leal Paz, Langage, sonorité et expérience poétique chez Jean-Luc Pouliquen, no 28 de la revue Palimpsestes[31], Presses de la Sorbonne Nouvelle, 2015,  (ISBN 978-2-87854-679-8).
- Interview en anglais par Beth Gersh-Nesic pour le site "Bonjour Paris" en novembre 2017[32].
- Article et vidéo de présentation de l'auteur sur le site de TV 83 d'avril 2019[33].
- Portrait de l'auteur par Nathalie Brun dans les pages magazine de ''Nice-Matin/Var-Matin'' du 31 janvier 2021[34].